# Galearis spectabilis
Galearis spectabilis es una especie de orquídea de hábito terrestre. Es originaria de Norteamérica.

## Descripción
Una especie de orquídea que prefiere el clima cada vez más frío del este de Canadá hasta Iowa y Arkansas, y hacia el sur hasta Georgia y Alabama. Tiene dos hojas y florece en la primavera y principios del verano en una inflorescencia terminal, erguida,de 10 cm de largo, racemosa, con 1 a 15 flores con brácteas florales.

## Nombre común
- Inglés: Gay orchis, Purple orchis, Purple-hooded orchis,  Showy orchis.

## Sinonimia
- Galearis biflora Raf. 1833
- Habenaria spectabilis (L.) Spreng. 1826
- Orchis humilis Michx. 183?
- Orchis spectabilis L. 1753
- Orchis spectabilis f. albiflora Ulke 1938
- Orchis spectabilis f. willeyi F.Seym. 1970[1]